# Moondance
| Recensione                        | Giudizio            |
| --------------------------------- | ------------------- |
| AllMusic                          | [ 5 ]               |
| Robert Christgau                  | A+                  |
| The New Rolling Stone Album Guide | [ 7 ]               |
| Sputnikmusic                      | 5.0 (Classic)       |
| Piero Scaruffi                    | [ 9 ]               |
| Ondarock                          | (Disco consigliato) |
| Dizionario del Pop-Rock           | [ 11 ]              |
| 24.000 dischi                     | [ 12 ]              |

Moondance è il terzo album in studio del cantautore britannico Van Morrison, pubblicato dalla casa discografica Warner Bros. Records nel febbraio del 1970.
Moondance è il secondo capolavoro riconosciuto (dopo l'ancor più celebrato Astral Weeks) del musicista irlandese. A fine anni settanta la rivista Rolling Stone definì il primo lato di Moondance come "il lato più perfetto nella storia della musica rock".
L'album raggiunse la ventinovesima posizione (30 maggio 1970) della Chart statunitense Billboard 200, mentre il brano contenuto nell'album, Come Running e pubblicato anche in formato singolo si classificò al trentanovesimo posto della classifica Billboard The Hot 100.

## Tracce
Tutti i brani sono composti da Van Morrison.
Lato A
1. And It Stoned Me – 4:30
2. Moondance – 4:35
3. Crazy Love – 2:34
4. Caravan – 4:57
5. Into the Mystic – 3:25

Lato B
1. Come Running – 2:30
2. These Dreams of You – 3:50
3. Brand New Day – 5:09
4. Everyone – 3:31
5. Glad Tidings – 3:13

Edizione doppio CD del 2013, pubblicato dalla Warner Bros. Records (R2 536561)
CD 1:The Original Album
Tutti i brani sono composti da Van Morrison.
1. And It Stoned Me – 4:32
2. Moondance – 4:34
3. Crazy Love – 2:35
4. Caravan – 5:01
5. Into the Mystic – 3:28
6. Come Running – 2:31
7. These Dreams of You – 3:52
8. Brand New Day – 5:11
9. Everyone – 3:32
10. Glad Tidings – 3:40

CD2:Sessions, Alternates & Outtakes (All Previously Unissued)
Tutti i brani sono composti da Van Morrison, eccetto dove indicato.
1. Caravan – 5:50 – Take 4
2. Nobody Knows You When You're Down and Out – 3:28 (Jimmy Cox) – Outtake
3. Into the Mystic – 4:04 – Take 11
4. Brand New Day – 5:24 – Take 3
5. Glad Tidings – 3:43 – Alternate Version
6. Come Running – 4:38 – Take 2
7. Crazy Love – 2:39 – Mono Mix
8. These Dreams of You – 4:00 – Alternate Version
9. Moondance – 4:51 – Take 22
10. I Shall Sing – 3:12 – Take 7
11. I've Been Working – 10:24 – Early Version, Take 5

## Musicisti
- Van Morrison - voce, chitarra ritmica, tamburello
- Jack Schrorer - sassofono alto, sassofono soprano
- Collin Tilton - sassofono tenore, flauto
- Jef Labes - pianoforte, organo, clavinette
- John Platania - chitarra solista, chitarra ritmica
- John Klingberg - basso
- Garry Malabar - batteria, vibrafono
- Guy Masson - conga drum
- Emily Houston - accompagnamento vocale, coro (brani: Crazy Love e Brand New Day)
- Judy Clay - accompagnamento vocale, coro (brani: Crazy Love e Brand New Day)
- Jackie Verdell - accompagnamento vocale, coro (brani: Crazy Love e Brand New Day)

Crediti tecnici
- Van Morrison - produttore (per la Inherit Productions)
- Lewis Merenstein - produttore esecutivo
- Tony May - ingegnere del suono
- Elliot Schierer - ingegnere del suono
- Shelly Yakus - ingegnere del suono
- Steve Friedberg - ingegnere del suono
- Neil Schwartz - ingegnere del suono
- Elliott Landy - fotografia
- Bob Cato - design album[17]

## Classifiche
| Classifica (2021) | Posizione massima |
| ----------------- | ----------------- |
| Grecia            | 13                |